# Синяшин, Олег Герольдович
Олег Герольдович Синяшин (родился 25 февраля 1956 года, Казань) — российский химик-органик, доктор химических наук (с 1990), профессор (с 2001), действительный член РАН по Отделению химии и наук о материалах (2006, член-корреспондент с 1997).

## Биография
Окончил химический факультет Казанского государственного университета (1978). С 1978 года работает в Институте органической и физической химии имени А. Е. Арбузова Казанского научного центра РАН (с 2001 года по 2017 год — директор). С 2001 года — одновременно заведующий кафедрой органической химии Казанского государственного технологического университета. С 2008 года являлся председателем Казанского научного центра РАН, а с 2017 года по настоящее время — директор Федерального исследовательского центра «Казанский научный центр РАН». В 2017 году избран заместителем академика-секретаря Отделения химии и наук о материалах Российской академии наук.
Основные научные исследования относятся к химии элементоорганических, металлоорганических и координационных соединений, медицинской химии и химии фуллеренов. Член редколлегий журналов «Mendeleev Communications», «Heteroatom Chemistry», «Известия РАН. Серия химическая»

## Основные работы
- Тиопроизводные кислот трехвалентного фосфора. М., 1990 (в соавт.).

## Награды
- Орден Дружбы (5 февраля 2024 года) — за большой вклад в развитие отечественной науки, многолетнюю плодотворную деятельность и в связи с 300-летием со дня основания Российской академии наук[3]
- Заслуженный деятель науки Республики Татарстан (2006)
- Государственная премия Республики Татарстан в области науки и техники (2007)
- Премия имени А. Н. Несмеянова (совместно с А. А. Карасиком, М. Н. Бочкаревым, за 2015 год) — за серию работ: «Новое поколение фосфор, азот-содержащих макроциклов. Синтез, строение, свойства»
- Премия имени Л. А. Чугаева (совместно с Ю. Г. Будниковой, Д. Г. Яхваровым, за 2018 год) — за серию работ «Координационные соединения в электрохимическом синтезе эффективных катализаторов и электрокатализаторов практически значимых реакций»